# Nakajima E4N
El Nakajima E4N fue un hidroavión japonés de reconocimiento del período de entreguerras. Se trataba de un aparato biplano monomotor con dos cabinas abiertas en tándem, un flotador principal bajo el fuselaje y dos auxiliares en las alas.

## Diseño y desarrollo
El primer prototipo del Hidroavión de Reconocimiento Tipo 90-2 o E4N1 voló en 1930, empleando flotadores dobles al igual que su predecesor, el Nakajima E2N. El motor radial carecía de carenado, y el modelo fue finalmente rechazado. Un rediseño condujo al Tipo 90-2-2 o E4N2, con un único flotador principal y dos auxiliares, así como un motor carenado. Este modelo entró en producción para la Armada Imperial Japonesa en 1931. Una versión basada en tierra con tren de aterrizaje convencional fue derivada, pasando a ser la E4N2-C.

## Historial operativo
El E4N2 fue empleado por la Armada como aparato de reconocimiento embarcado, lanzado mediante catapulta. En 1933, nueve modelos E4N2-C fueron convertidos en P-1, aviones correo con cabina cerrada que cubrían rutas nocturnas entre las cuatro islas principales japonesas.

## Versiones
E4N1
Prototipo con dos flotadores. Uno construido.
E4N2
Versión monoflotador en servicio con la Armada. 85 construidos.
E4N2-C
Versión sin flotadores y con tren de aterrizaje convencional. 67 construidos.
P-1
Modificación de los E4N2-C. 9 células convertidas.

## Especificaciones
Referencia datos: Japanese Aircraft, 1910-1941

### Características generales
- Tripulación: 2
- Longitud: 8,87 m
- Envergadura: 10,98 m
- Altura: 3,97 m
- Superficie alar: 29,7 m²
- Peso vacío: 1.252 kg
- Peso cargado: 1.800 kg
- Planta motriz: 1× motor radial de nueve cilindros Nakajima Kotobuki.
  - Potencia: 580 HP 433 kW

### Rendimiento
- Velocidad máxima operativa (Vno): 232 km/h
- Alcance: 1.019 km
- Radio de acción: km
- Alcance en combate: km
- Alcance en ferry: km

### Armamento
- Ametralladoras:  Una frontal de 7,7 mm, una de 7,7 mm en la cabina trasera
- Bombas: 2 de 30 kg

### Aeronaves similares
- Vought O3U Corsair

### Listas relacionadas
- Anexo:Hidroaviones y aviones anfibios
- Anexo:Aviones de la Armada Imperial Japonesa